# 张国光 (1945年)
张国光（1945年4月—），辽宁绥中人，中华人民共和国政治人物。1966年2月加入中国共产党。1968年9月参加工作。大学学历。工程师。

## 生平
1963年9月在北京航空学院飞机发动机系高空设备专业学习。1968年9月留校待分配。
1968年12月为辽宁沈阳松陵机械厂21车间工人。 1971年9月任沈阳松陵机械厂设计科设计员、设计组组长。1980年10月任沈阳松陵机械厂设计科副科长。1982年10月任沈阳松陵机械公司（沈阳飞机制造公司）党委组织部副部长。1984年3月任沈阳松陵机械公司（沈阳飞机制造公司）党委副书记、书记。
1985年4月任辽宁省沈阳市委副书记（1985年9月－1986年2月在中央党校地厅级干部培训班学习）。1988年12月任沈阳市委代书记。1990年3月任沈阳市委书记。1990年8月任辽宁省委常委、沈阳市委书记。1993年2月任辽宁省委常委、沈阳市委书记、市人大常委会主任。1993年9月任辽宁省委副书记兼沈阳市委书记、市人大常委会主任（1995年9月－1996年1月在中央党校学习）。1997年1月任辽宁省委副书记、沈阳市委书记。1998年1月任辽宁省委副书记、省长。
2001年1月10日，随着沈阳市市长慕绥新案件东窗事发（此前沈阳市常务副市长马向东已于1999年7月2日落马，二人所涉案件合称慕马案），张国光辞去辽宁省省长职务。2001年1月任湖北省委副书记、副省长、代省长。2001年2月－2002年10月任湖北省委副书记、省长。8、9届全国人大代表。中共十四大代表，15届中央委员。
2002年10月18日，在慕马案的余波中，张国光辞去湖北省人民政府省长职务，此后一度下落不明，直至2004年2月受到开除党籍处分。2004年12月9日被天津市第二中级人民法院以受贿罪一审判处有期徒刑11年，受贿所得款物依法没收。